# Tierkrieger

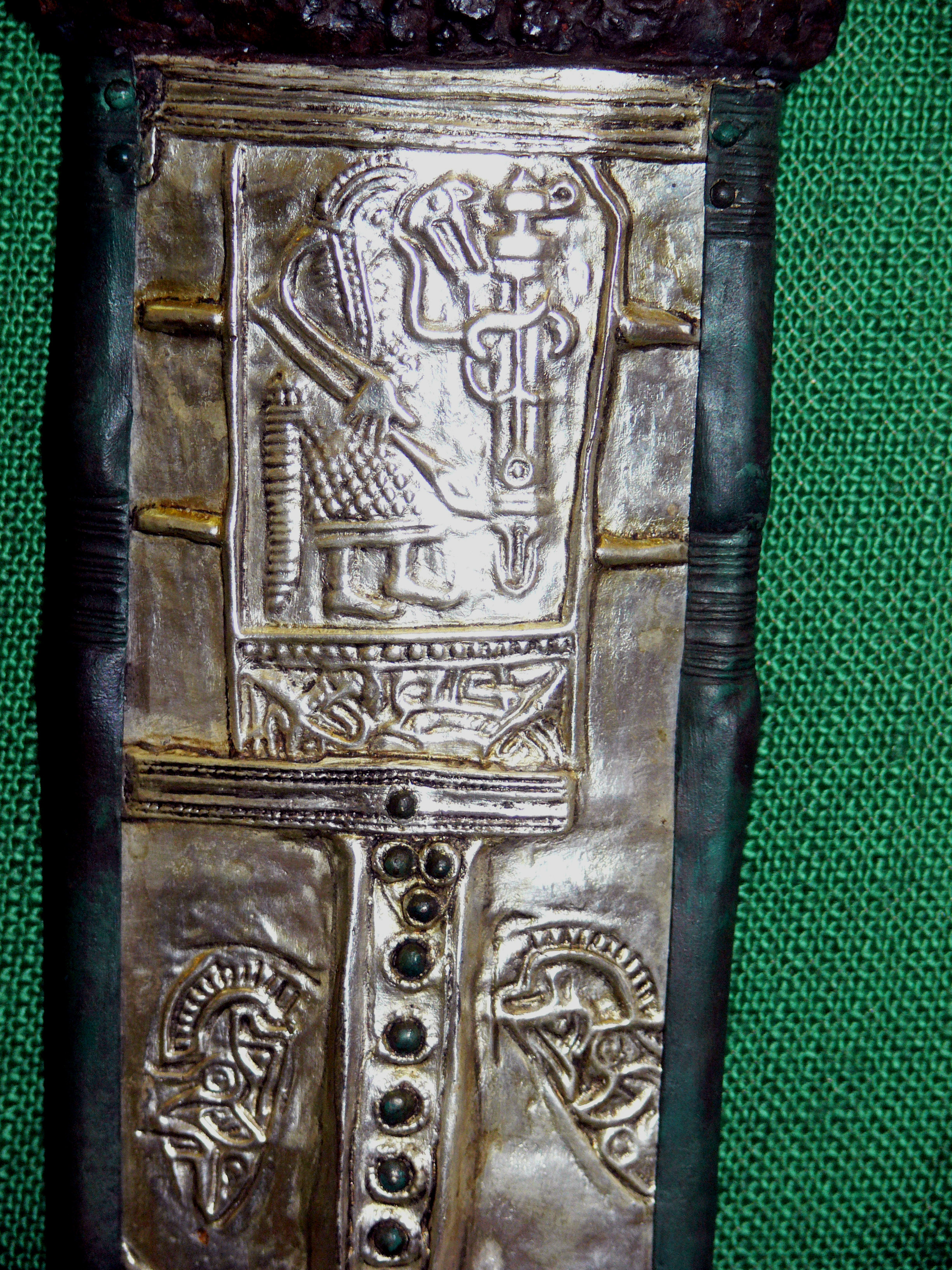
Schwertscheide von Gutenstein mit Wolfskrieger

Als Tierkrieger werden Männer bezeichnet, die sich mit gefährlichen Tieren, vornehmlich Raubtieren wie Bären, Wölfen, Leoparden identifizieren und daraus besondere Kräfte für den Kampf beziehen.

## Schriftliche Quellen
Saxo Grammaticus berichtet, dass ein Mann einen Bären mit seinem Speer erlegte und dann dessen Blut trank, um dessen Kräfte zu erlangen. Solche Männer werden manchmal mit den Berserkern gleichgesetzt. Die Quellen sind darin nicht einheitlich. Im Zusammenhang mit der Schlacht König Hårfagres am Hafrsfjord heißt es:

„Þá var með honum Rögnvaldur af Mæri og margir aðrir stórir höfðingjar og þeir berserkir er úlfhéðnar voru kallaðir. Þeir höfðu vargstakka fyrir brynjur og vörðu framstafn á konungsskipinu …“

„Da standen bei ihm Rögnwald von Möre und viele andere große Häuptlinge, dazu Berserker, die Wolfspelze genannt wurden; sie trugen Wolfsfelle statt der / vor den Brünnen und schirmten den Bug des Königsschiffes …“

Das Wort „fyrir“ heißt normalerweise „vor“, kann aber auch „anstatt“ heißen. So wird es häufig für diese Stelle übersetzt. Wahrscheinlicher ist aber die Grundbedeutung „vor“, so dass das Wolfsfell auf der Brünne getragen wurde. Es handelt sich aber nicht um den Schlachtbeginn, sondern um die Truppenschau des Königs, so dass es sich auch um eine Art Paradeuniform gehandelt haben kann, die nicht in der Schlacht getragen wurde, wo sie eher hinderlich gewesen wäre.
Auch dass Sigurd nach dem Sieg über den Drachen Fafnir dessen Herz verspeist, gehört in den Zusammenhang, Kraft dadurch zu gewinnen, dass man Blut oder Herz des Besiegten zur Vergrößerung der eigenen Stärke verwendet.
Adam von Bremen berichtet von der Küste des Baltischen Meeres, dass es dort Inseln gebe, auf denen kämpferische Amazonen wohnten. Ihre Töchter seien schöne Mädchen, ihre Söhne aber Männer mit Hundeköpfen auf der Brust. Auch Hunde waren mögliche Identifikationsfiguren, so dass es sich hier auch um Nachrichten über besondere Krieger handeln dürfte.
Olaus Magnus wandte sich im 16. Jahrhundert in seinem Werk Historia de gentibus septentrionalibus (Geschichte der nördlichen Völker) gegen die Auffassung von Plinius des Älteren in dessen Werk Naturalis historia, Werwölfe seien reine Phantasie. Es gebe im Norden Menschen, die sich besonders in der Julnacht in Wölfe verwandelten. Ihre eigentliche Heimat sei Litauen.

## Archäologische Zeugnisse
Die Untersuchungen von Textilien in den Grabanlagen von Högom haben Hinweise auf solche Krieger gegeben. In einem Grab eines vornehmen Kriegers, möglicherweise sogar eines Häuptlings, fand sich das Skelett mit einer roten Tunika bekleidet, auf deren Innenseite unten ein Band eingenäht war, das aus Rosshaar in sehr aufwändiger Brettchenwebereitechnik hergestellt war. Das Muster stellte Tiere dar, die als Löwen, Bären oder Wölfe gedeutet werden. Dazwischen befinden sich menschliche Figuren in Adorantenstellung, was aber im skandinavischen Raum auch einen sich offenbarenden Gott bedeuten kann. Es handelt sich um einäugige und zweiäugige Figuren. Der Kopf des Mannes lag auf einer zusammengefalteten grünen Tunika. Dies wird so gedeutet, dass die grüne Tunika in Friedenszeiten, die rote aber in Kriegszeiten getragen wurde. Der in der roten Tunika gekleidete Mann lag auf einem Bärenfell, bei dem der Kopf fehlte, aber die Klauen erhalten geblieben waren. Möglicherweise hatte das Fell magische Bedeutung.
Das Wolfsfell wird auf den Einfluss römischer Bannerträger (signifer) zurückgeführt, die einen Wolfskopf über der Stirn trugen. In der mystischen Verbindung zwischen Gott–Mensch–Tier wurde dieses Motiv im nordischen Kulturkreis als schreckeinjagende Offenbarung der Angriffslust übernommen.

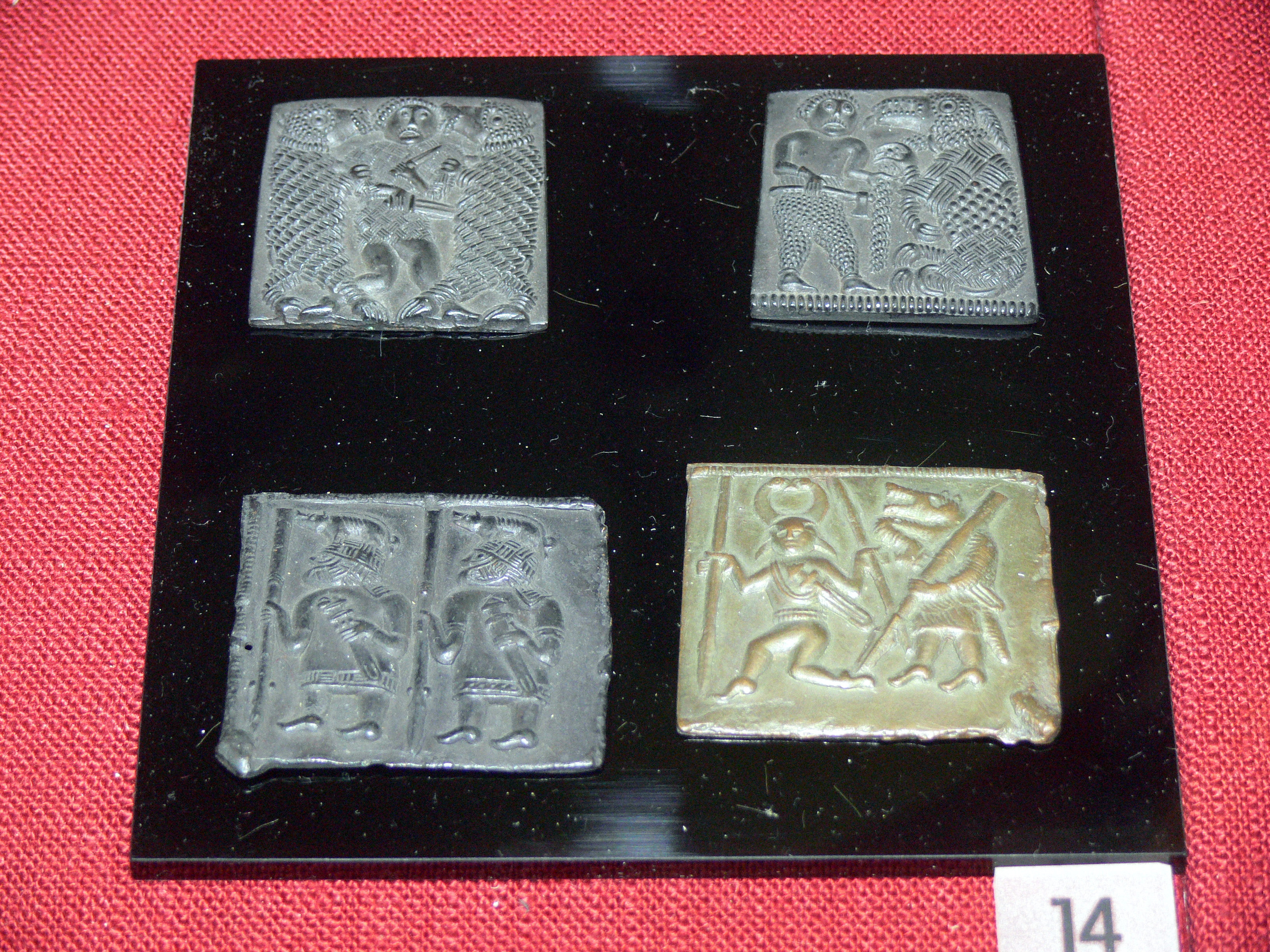
Vier Model aus Björnhovda im Kirchspiel Torslunda auf Öland (Schweden, zweite Hälfte des 6. Jahrhunderts)

In Björnhovda auf Öland wurden Platten gefunden, die der gleichen Vorstellungswelt entstammen, wie die Ornamente auf der Schwertscheide von Gutenstein und Obrigheim. Ein Mann mit Wolfskopf zieht sein Schwert. An seiner Seite ist ein tanzender Mann mit Speer. Auf einer anderen Plakette kämpft ein Mann mit zwei Bären, auf einer dritten legt ein Mann einen Wolf oder einen Bären in Ketten, auf einer vierten sind zwei Männer zu sehen, die einen Helm mit einem Wildschwein tragen. Alle diese Abbildungen haben gemeinsam, dass sie Männer bei einem rituellen Tanz zeigen, der in den schriftlichen Quellen nirgends erwähnt wird. Möglicherweise war dieser rituelle Tanz zur Zeit der Verschriftlichungen bereits außer Gebrauch gekommen. Livius berichtet immerhin über die Kelten, dass sie mit Schreien, schrecklichem Lärm der Waffen und dem Waffentanz tripudium den Feind in Schrecken zu versetzen suchten. Näsström stellt auch den Runenmann von Källby dazu. Sie deutet die Maske des Mannes als Wolfs- oder Bärenmaske.

## Tierkrieger in Skandinavien
Als Wolfskrieger werden Männer bezeichnet, die auf skandinavischen Darstellungen aus der Völkerwanderungszeit mit Wolfsköpfen, abgebildet sind. Analog dazu gibt es auch Bärenkrieger.